# Masque (album ProjeKct Three)
Masque – album koncertowy zespołu ProjeKct Three, wydany 18 sierpnia 1999 roku w Japonii nakładem Discipline Global Mobile jako CD. Wydany został również w Europie i Stanach Zjednoczonych.

## Historia i muzyka albumu
W maju 1997 roku muzycy wchodzący w skład ówczesnego zespołu King Crimson podjęli decyzję o kontynuowaniu działalności w ramach projektu ProjeKcts, równolegle z King Crimson. Powstały w sumie cztery zespoły, złożone z trzech lub czterech muzyków i noszące kolejne numery: One, Two, Three i Four. ProjeKct Three zagrał pięć koncertów (21–25 marca 1999 roku) w Dallas i Austin w Stanach Zjednoczonych. Efektem tych koncertów jest album złożony z 13 niezatytułowanych, ale ponumerowanych utworów, będących przykładem improwizowanej muzyki rockowej, którą stworzyły pejzaże dźwiękowe Frippa i delikatny, eksploracyjny bas Gunna.

## Lista utworów
Lista i informacje według Discogs:
| 1.  | Masque 1  | 5:40  |
|     |           |       |
| 2.  | Masque 2  | 3:13  |
|     |           |       |
| 3.  | Masque 3  | 6:17  |
|     |           |       |
| 4.  | Masque 4  | 3:09  |
|     |           |       |
| 5.  | Masque 5  | 3:18  |
|     |           |       |
| 6.  | Masque 6  | 0:44  |
|     |           |       |
| 7.  | Masque 7  | 3:20  |
|     |           |       |
| 8.  | Masque 8  | 4:26  |
|     |           |       |
| 9.  | Masque 9  | 2:41  |
|     |           |       |
| 10. | Masque 10 | 6:12  |
|     |           |       |
| 11. | Masque 11 | 6:24  |
|     |           |       |
| 12. | Masque 12 | 3:50  |
|     |           |       |
| 13. | Masque 13 | 5:07  |
|     |           |       |
|     |           | 54:21 |
|     |           |       |
nagrano:
- utwory: 1, 5, 8, 12 – Poor David’s (Teksas)
- utwory: 2, 5 & 7 do 11 – Antones, Austin (Teksas)
- utwory: 3, 5, 8 & 9 – Cactus Cafe, Austin
- utwór 4 – Pat's Garage (studio Pata Mastelotto), Austin
- utwór 6 – Studio Belewbeloible, Nashville (Tennessee)
- utwory: 12 i 13 – SXSW Electric Lounge, Austin

Do albumu dołączono 12-stronicową książeczkę z tekstami Roberta Frippa.

### Muzycy
- Robert Fripp – gitara, produkcja
- Trey Gunn – Touch guitar, talkergitara basowa, gitara barytonowa,
- Pat Mastelotto – perkusja elektroniczna, programowanie, produkcja

### Pozostałe informacje
- autorzy – Pat Mastelotto, Robert Fripp, Trey Gunn
- zdjęcia – John Sinks
- produkcja – David Singleton
- obraz na okładce – P.J. Crook